# Комарова, Елена (борец)
Елена Комарова (азерб. Yelena Komarova; 13 июля 1985, Херсон, Украинская ССР, СССР) — украинская и азербайджанская женщина-борец вольного стиля, участница Олимпийских игр.

## Карьера
В 2008 году перед Олимпиадой приняла гражданство Азербайджана. В августе 2008 года на Олимпийских играх в Пекине в весовой категории до 55 кг, в первой схватке на стадии 1/8 финала она вышла на ковёр против неоднократной чемпионки Европы Натальи Гольц из России, которой и уступила, так как Гольц впоследствии проиграла японке Саори Ёсиде, то Комарова завершила свое выступление на Играх. В начале марте 2009 принимала участие международном турнире на призы Александра Медведя в Минске. После турнира в Беларуси попала в заявку на чемпионат Европы в Вильнюсе, однако на турнир поехала Надя Градюк. В октябре 2009 года была временно отстранена от тренировок сборной Азербайджана из-за плохой формы.

## Достижения
- Чемпионат мира по борьбе среди юниоров 2003 — 14;
- Чемпионат Европы по борьбе 2004 — 8;
- Чемпионат Европы по борьбе среди юниоров 2004 — ;
- Чемпионат Европы по борьбе 2005 — 8;
- Кубок мира по борьбе 2005 — 6;
- Кубок мира по борьбе 2005 (команда) — ;
- Чемпионат мира по борьбе среди студентов 2005 — 5;
- Кубок мира по борьбе 2006 — 7;
- Кубок мира по борьбе 2006 (команда) — 6;
- Олимпийские игры 2008 — 15;